# 铺散矢车菊
铺散矢车菊（学名：Centaurea diffusa）为菊科矢车菊属的植物。分布在欧洲以及中国大陆的辽宁等地，生长于海拔100米的地区，见于山坡，目前已由人工引种栽培。